# پاستل (آرکانزاس)
پاستل (به انگلیسی: Postelle) یک منطقهٔ مسکونی در ایالات متحده آمریکا است که در شهرستان فیلیپس، آرکانزاس واقع شده‌است. پاستل ۱۶٫۷۶ متر بالاتر از سطح دریا واقع شده‌است.